# Храм Фаюань
Храм Фаюань (кит. упр. 法源寺, пиньинь Fǎyuán Sì, палл. Фаюань сы, также кит. упр. 悯忠寺, пиньинь Minzhong si Sì, палл. Миньчжун сы), находятся на юго-западе центра Пекина в районе Сюаньу, один из известнейших буддийских храмов города. Посвящён Вайрочане. На территории храма располагается Буддийская академия Китая.
Храм возвели в 645 при танском императоре Тай-цзуне Ли Шимине, и перестроили во время эры Чжэньтун (1436—1449) Мин. Храм занимает площадь 6700 м². Храм содержит большое число реликвий, бронзовых статуэток, каменных львов, три статуи Будды Вайрочаны. В библиотеке храма хранится большое число буддийских текстов, переписанных во времена Мин и Цин.
Строения стоят близко друг к другу на оси юг-север. Постройки: Врата Храма, Зал Небесных Царей, Главный зал, Зал Великого Сострадания, Зал Сутры, Колокольня и барабанная башня.
У врат храма находятся колокольня и барабанная башня. Главный зал богато украшен, там установлены статуи: Вайрочана, Манджушри, и Самантабхадра. В зале великого сострадания статуи, резные камни и другие украшения. В храме находятся знаменитейшие статуи: Сидящий Будда (керамик, Восточная Хань 25-220), Будда (керамик, Восточное У 229—280), Каменный Будда (Тан 618—907), металлическая Гуаньинь. Также выставляются статуи, тексты и реликвии привезённые из других стран.
Тайваньский писатель Ли Ао (李敖), написал роман: «Святилище мучеников: реформистское движение 1898 в Китае» (второе название « Храм Фаюань»), повествует о начале и провале 100-дневных реформ конца Империи. Роман был номинирован на Нобелевскую премию по литературе.

## Фотогалерея

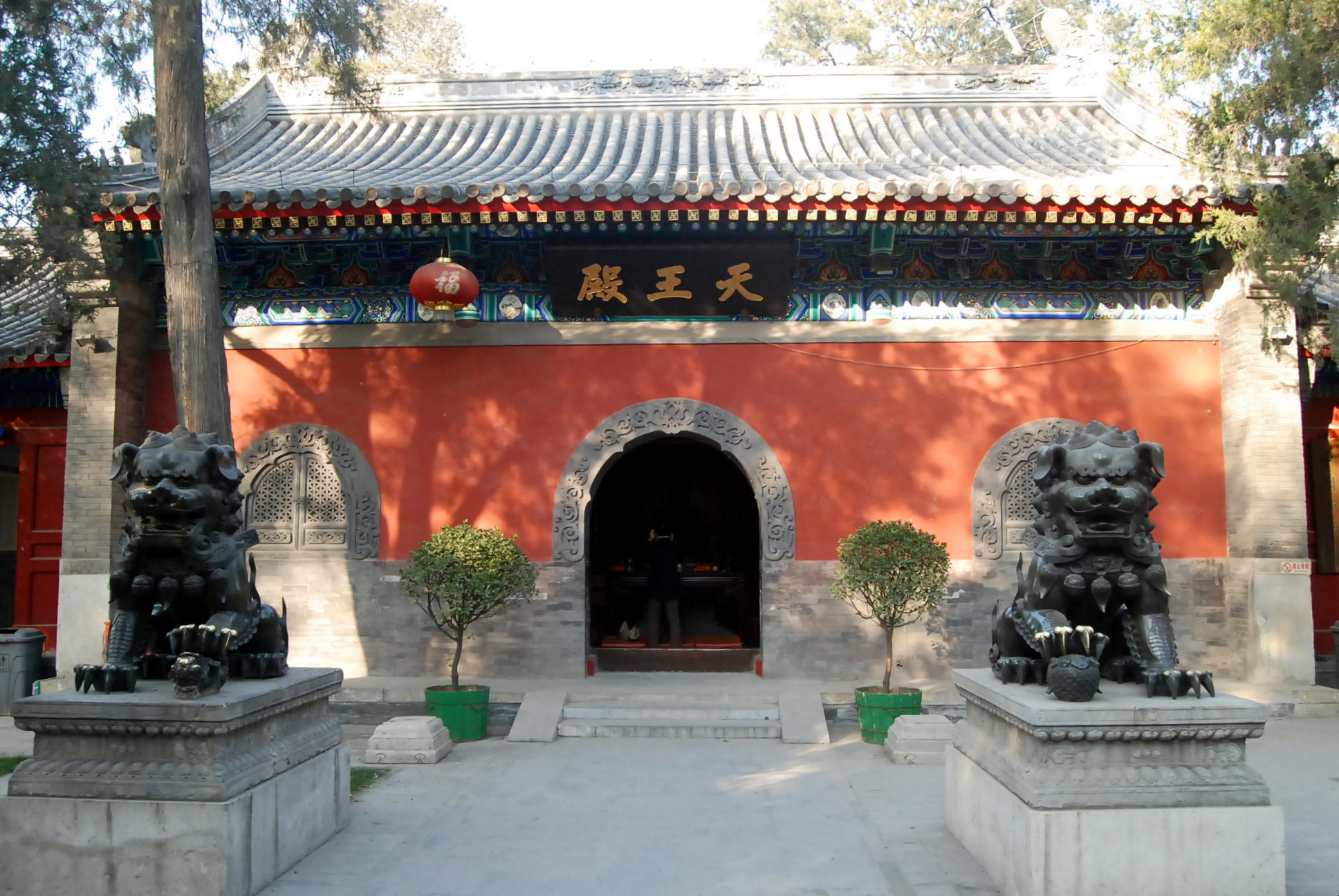
Храм Фаюань
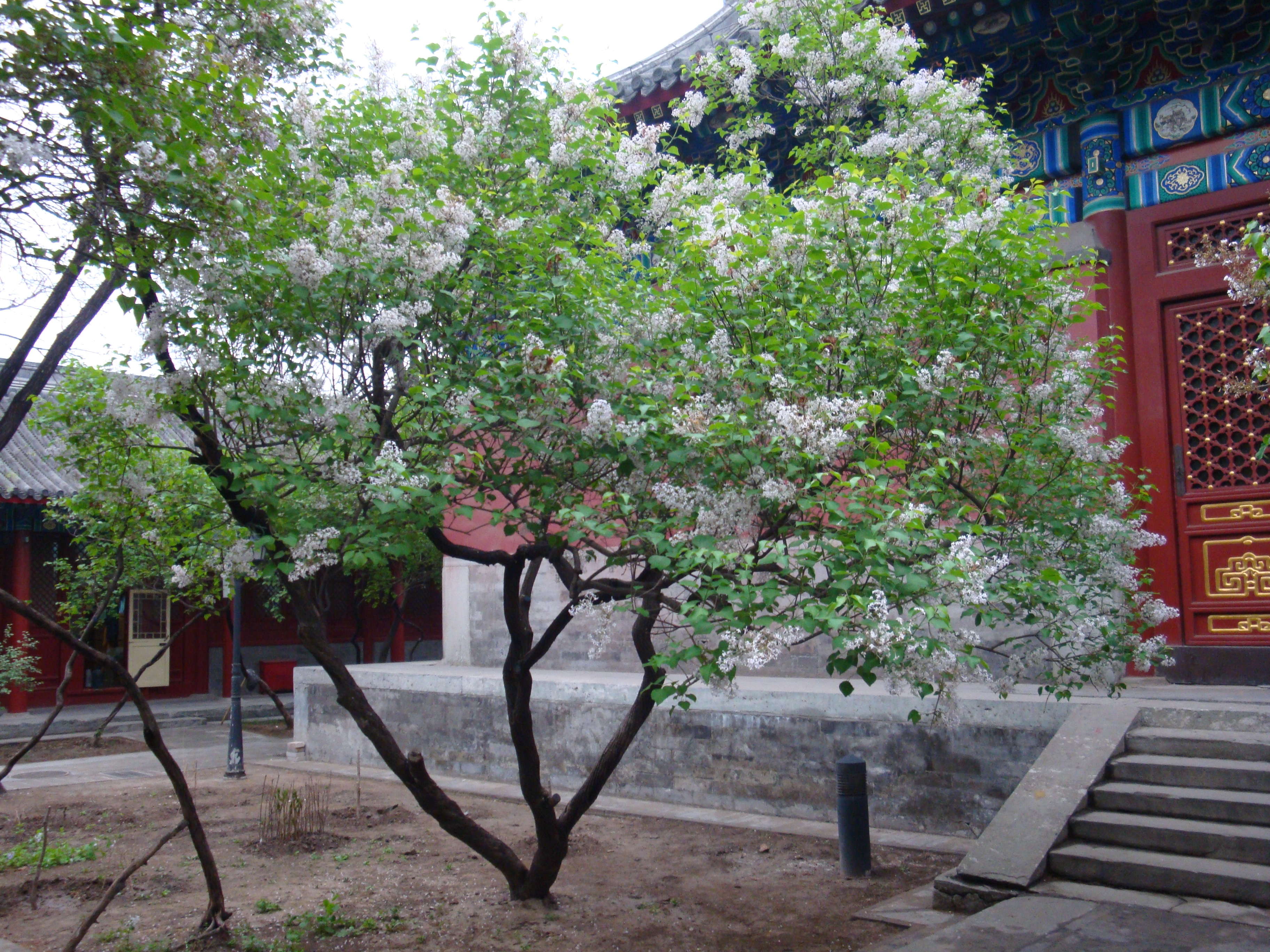
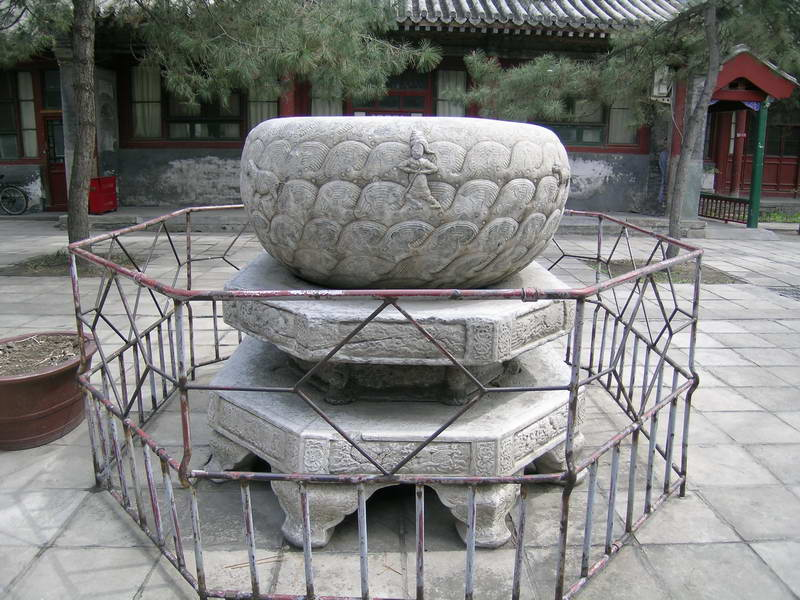